# Norridgewock

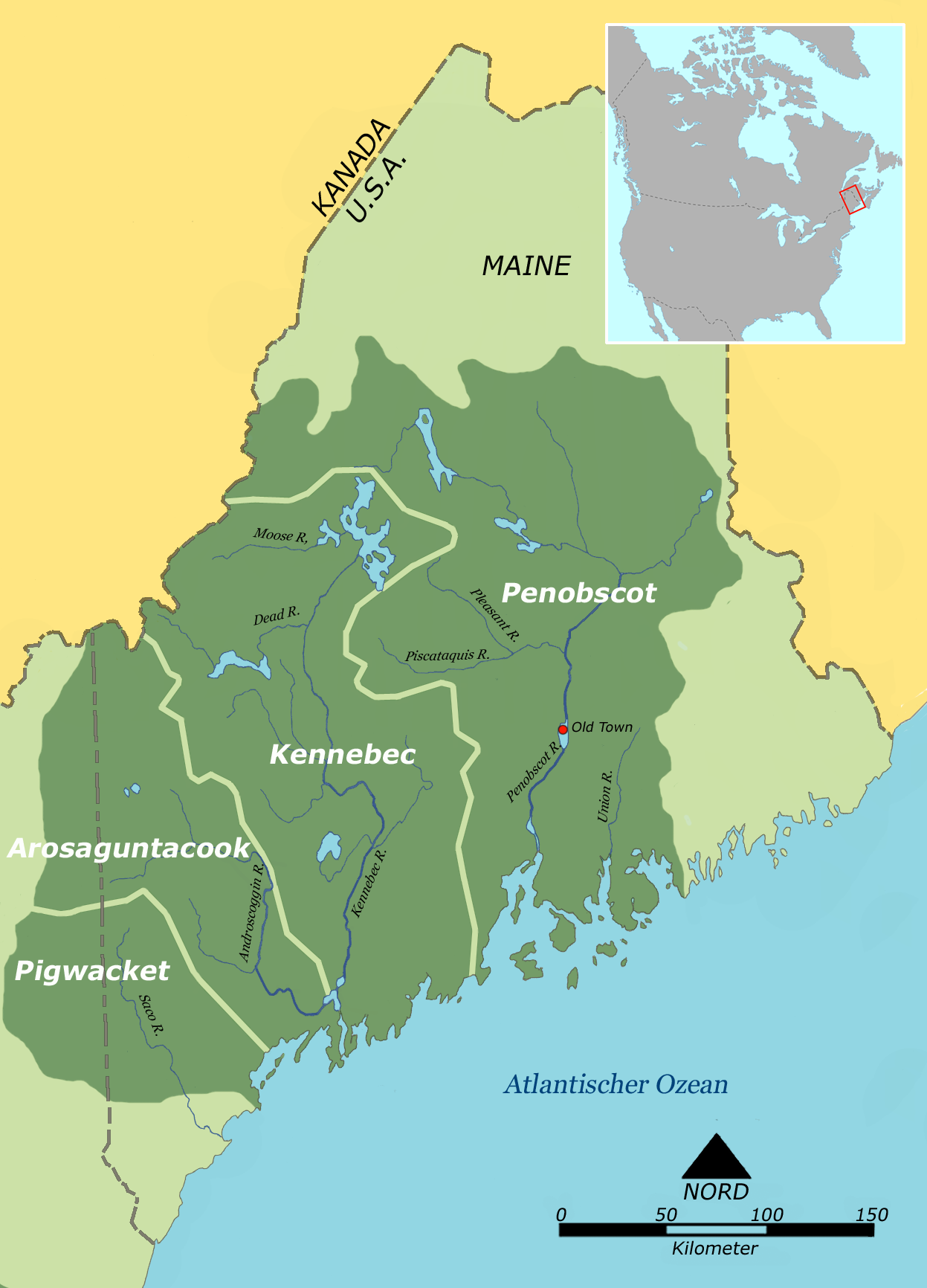
Kennebec solía estar habitada por los Norridgewock

Los norridgewock eran una tribu india algonquina de la confederación abenaki, cuyo nombre provenía de narrañtswak “donde cae otra vez el río". Antiguamente vivían en el actual estado de Maine.  Actualmente viven en Canadá y unos pocos grupos reducidos en Maine y en lago George (Nueva York). En 1950 probablemente eran unos 800, y en el censo de los Estados Unidos se contabilizaban como abenakis.
Formaban una poderosa confederación con los maliseet y penobscot. Su cultura es idéntica a la de otras tribus de la zona. Vivían de la caza y de la pesca, y habitaban en wigwams (cabañas de corteza de cedro con forma de cúpula y con un agujero en la parte superior).
Sebastien Rasles los convirtíó al cristianismo en 1689, y murió junto a centenares de indios durante la Guerra de Dunmore o Guerra Abenaki de 1724.
También lucharon con su caudillo Naxus en la Guerra del Rey Guillermo de 1697 contra los ingleses. En 1749 los franceses les obligaron a huir con ellos a Canadá, y los pocos que quedaron fueron dispersados hacia Nuevo Brunswick después de la guerra franco-india de 1754. Su capital era la villa de Norridgewok, en el actual Maine.
- Datos: Q488110